# Принія африканська
Принія африканська (Prinia subflava) — вид горобцеподібних птахів родини тамікових (Cisticolidae). Мешкає в Субсахарській Африці. Виділяють низку підвидів.

## Опис

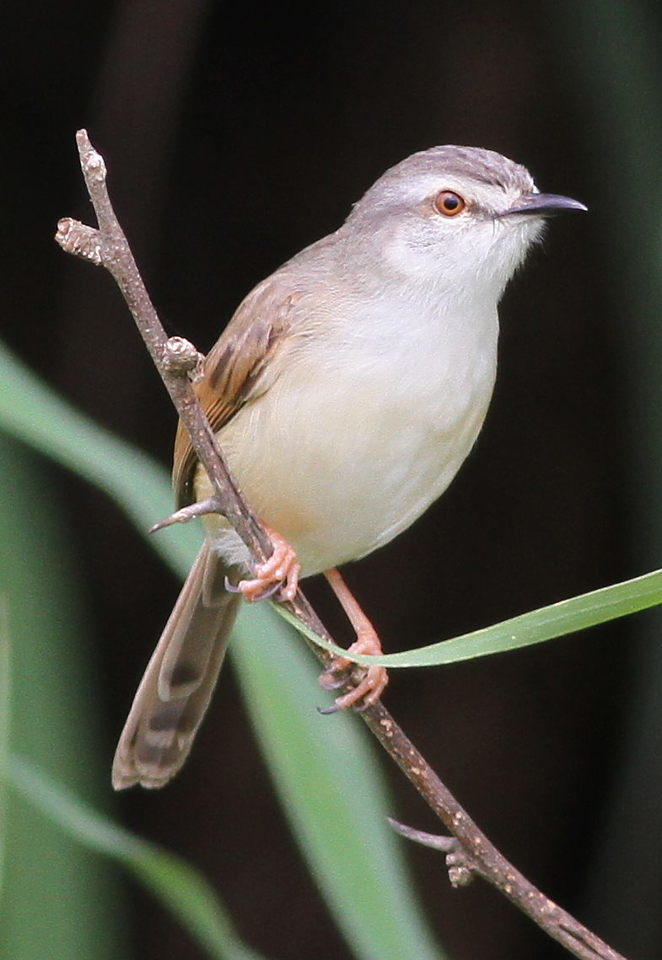
Африканська принія (Національний парк Крюгер)

Довжина птаха становить 10-13 см. Верхня частина тіла сіро-коричнева, края махових пер рудувато-коричневі, надхвістя рудувате. Горло і груди білуваті, боки і живіт охристі. Над очима білі "брови", від дзьоба до очей ідуть темні смуги. Стернові пера на кінці білі. Під час гніздування хвіст птаха скорочується. Виду не притаманний статевий диморфізм. У молодих птахів нижня частина тіла жовтувата, дзьоб жовтуватий.

## Підвиди
Виділяють десять підвидів:
- P. s. subflava (Gmelin, JF, 1789) — від південної Мавританії і Сенегалу до центральної Ефіопії і північної Уганди;
- P. s. pallescens Madarász, 1914 — від північного Малі до північно-західної Еритреї і східної Танзанії;
- P. s. tenella (Cabanis, 1868) — південь Сомалі, схід Кенії і Танзанії;
- P. s. melanorhyncha (Jardine & Fraser, 1852) — від Сьєрра-Леоне до південної Уганди, центральної Кенії і північно-західної Танзанії;
- P. s. graueri Hartert, E, 1920 — центральна Ангола, південь і центр ДР Конго, Руанда;
- P. s. affinis (Smith, A, 1843) — від південного сходу ДР Конго і південного заходу Танзанії до північного сходу ПАР;
- P. s. kasokae White, CMN, 1946 — східна Ангола і західна Замбія;
- P. s. mutatrix Meise, 1936 — від південної Танзанії до східного Зімбабве і центрального Мозамбіку;
- P. s. bechuanae Macdonald, 1941 — від південно-західної Анголи і північної Намібії до північного заходу Зімбабве;
- P. s. pondoensis Roberts, 1922 — південь Мозамбіку і схід ПАР.

## Поширення і екологія
Африканські принії мешкають майже на всій території Субсахарської Африки, за винятком Сомалійського півострову, тропічних лісів Конго і Габону та посушливих районів Намібії, Ботсвани і ПАР. Вони віддають перевагу трав'яним рівнинам і чагарниковим заростям, трапляються на полях, в парках і садах.

## Поведінка
Африканські принії харчуються комахами та іншими безхребетними. Живуть невеликими зграйками. Гніздо кошикоподібне, зплетене з трави, розміщується на висоті 1-2 м над землею. В кладці 2-4 яйця.

## Галерея

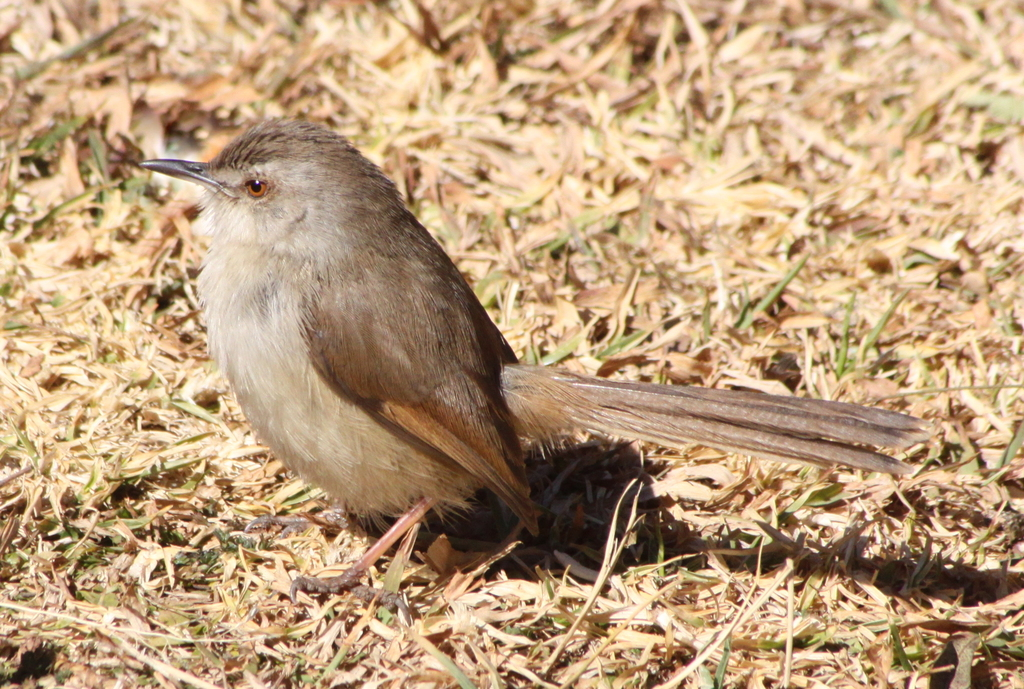
Африканська принія (ПАР)
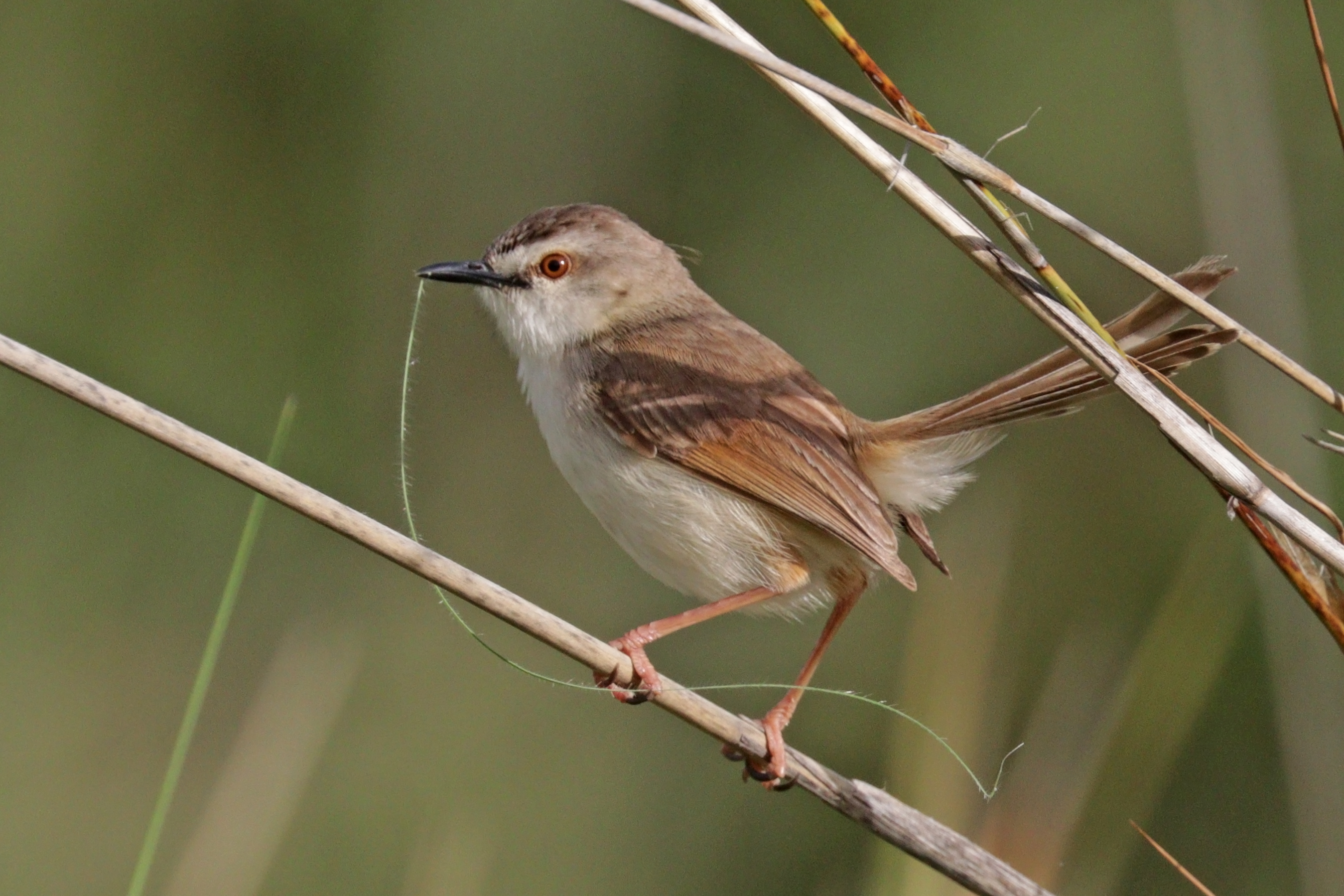
Птах за збиранням матеріалу для гнізда (Намібія)